# Carphina
Carphina es un género de escarabajos longicornios de la tribu Acanthocinini.

## Especies
- Carphina arcifera Bates, 1872
- Carphina assula (Bates, 1864)
- Carphina elliptica (Germar, 1824)
- Carphina ligneola (Bates, 1865)
- Carphina lignicolor (Bates, 1865)
- Carphina melanura Monne & Monne, 2007
- Carphina occulta Monné, 1990
- Carphina petulans Kirsch, 1875
- Carphina sigillata Monné, 1985